# Harrisia gracilis
Harrisia gracilis là một loài thực vật có hoa trong họ Cactaceae. Loài này được (Mill.) Britton mô tả khoa học đầu tiên năm 1908.

## Hình ảnh

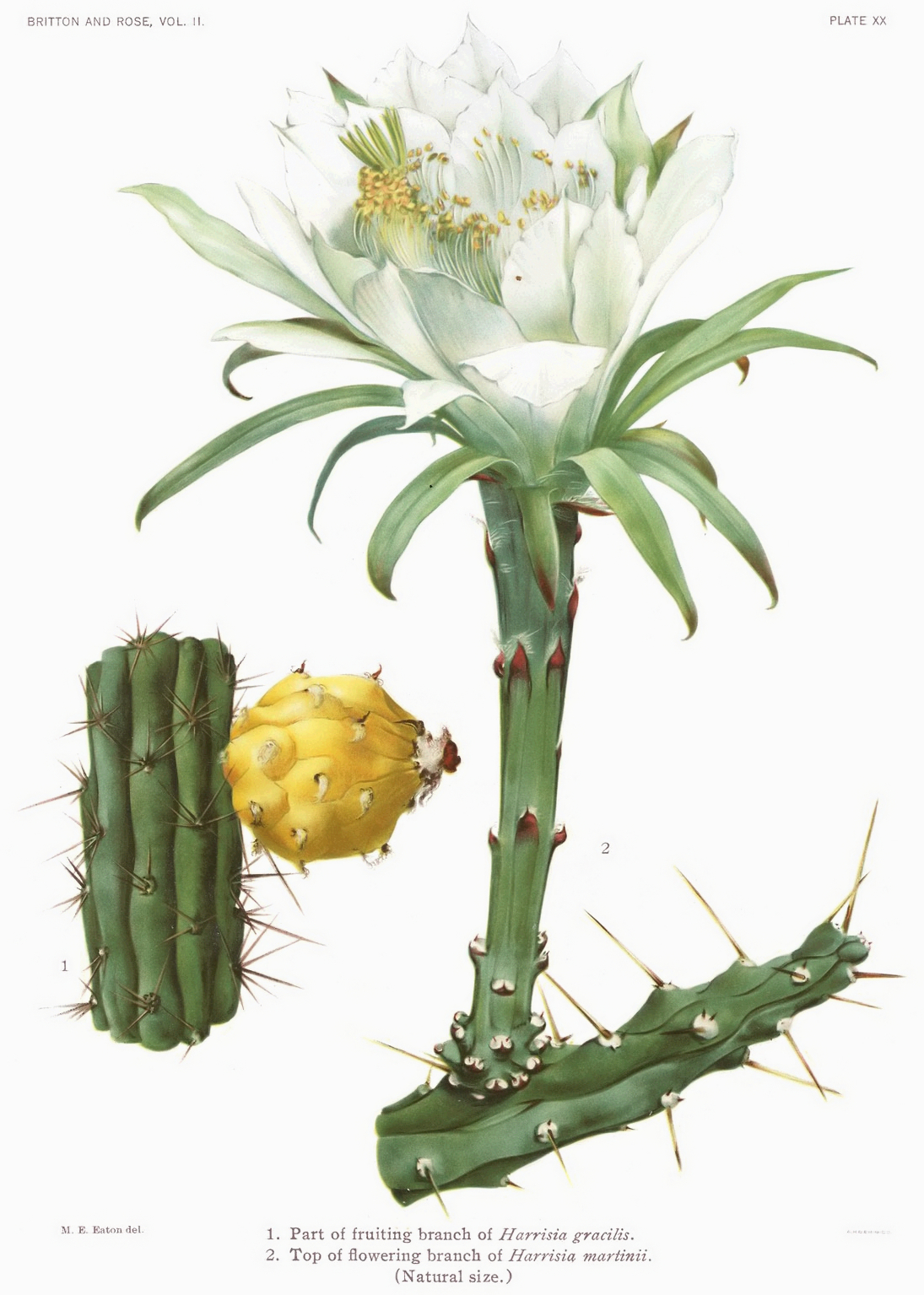
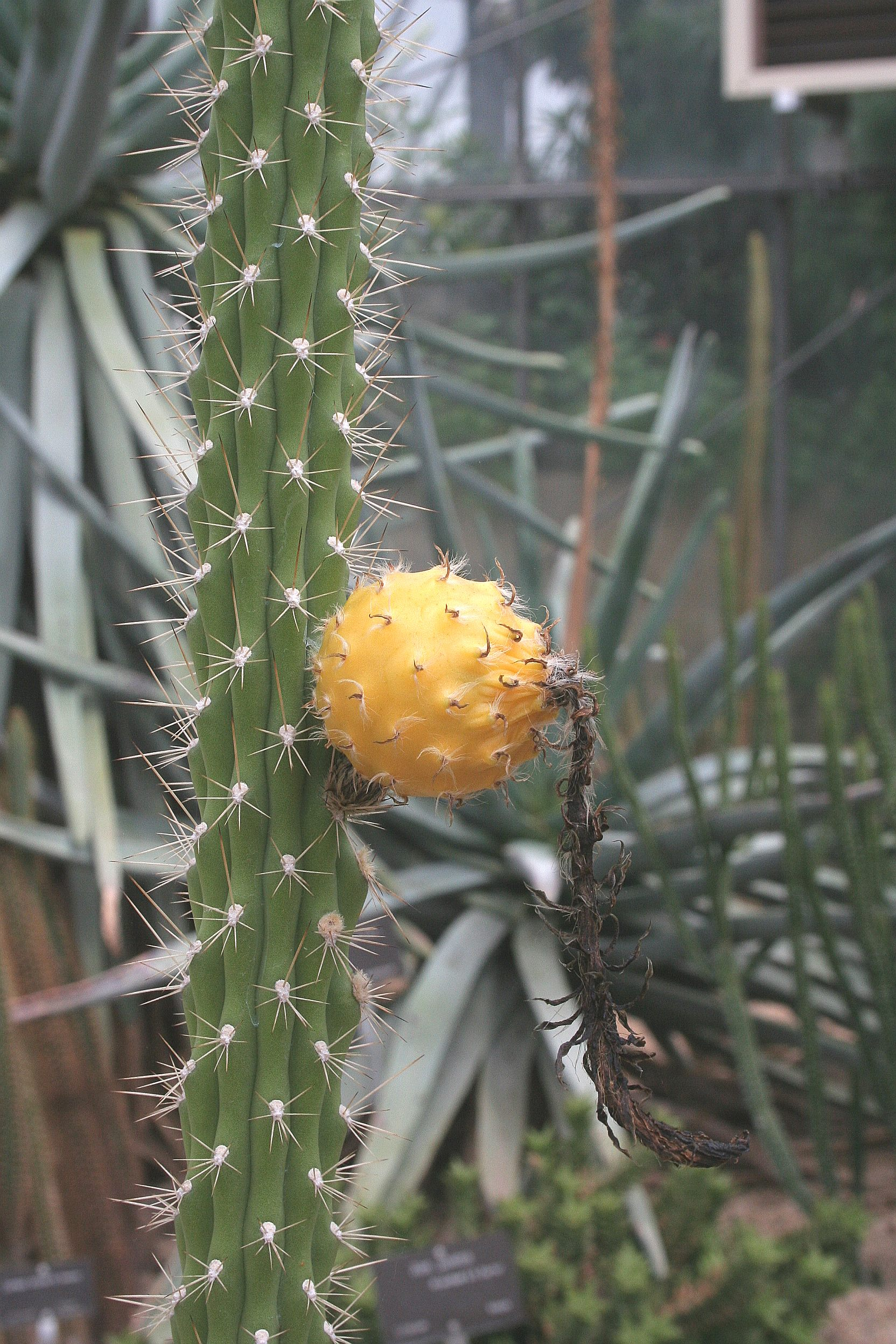
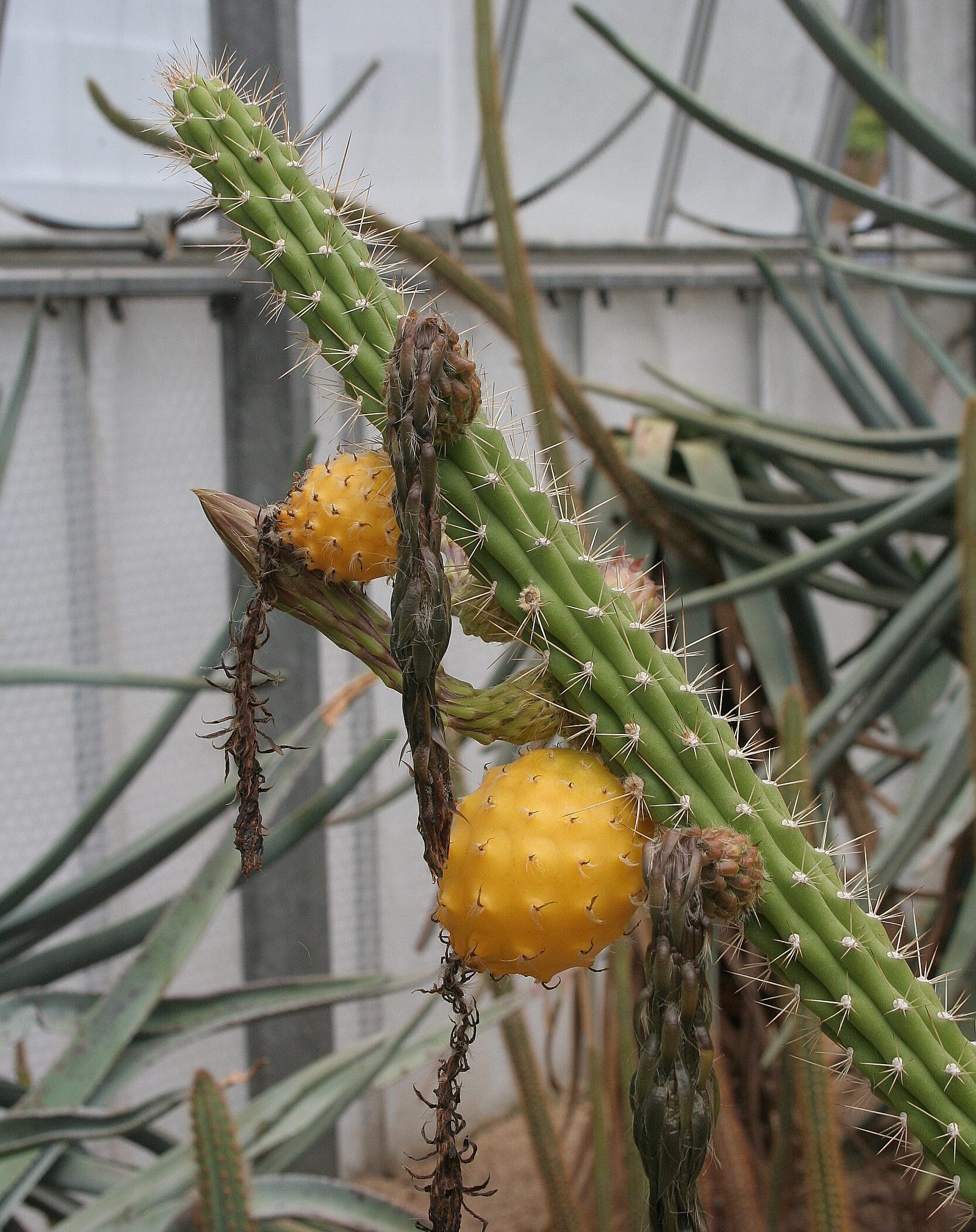
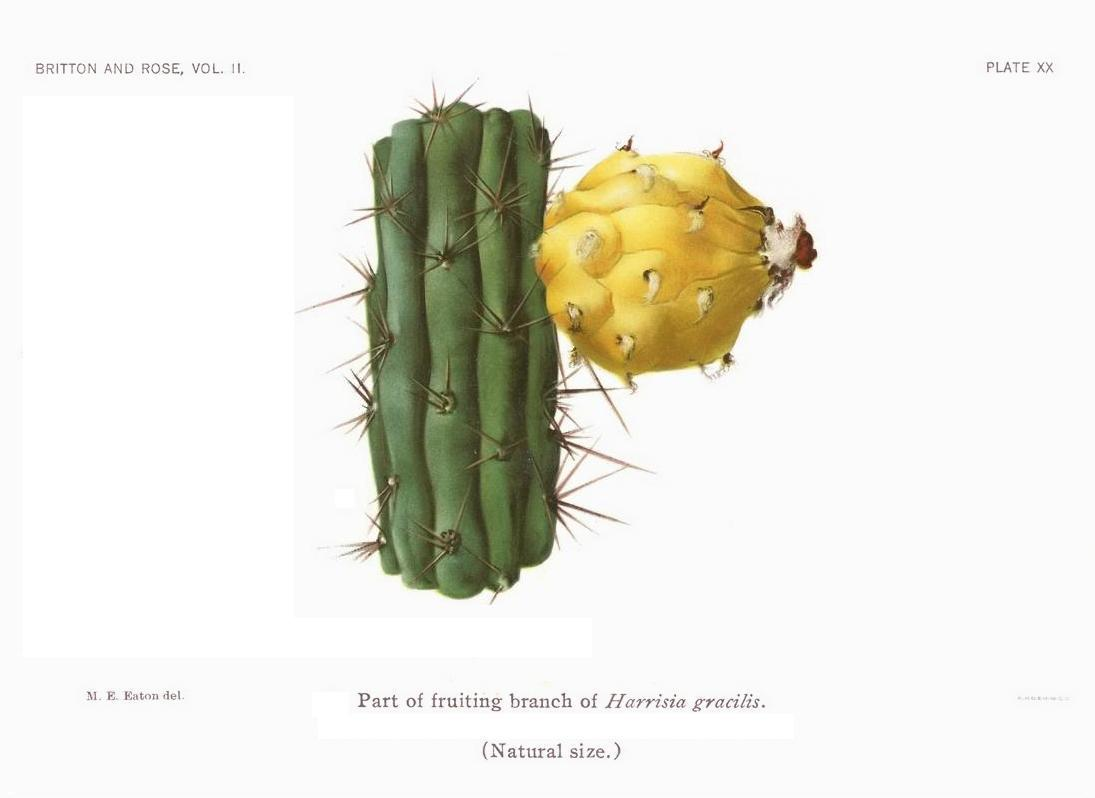